# Matka Boża Królowa Kaszub
Figura Matki Bożej Sianowskiej Królowej Kaszub – drewniana figurka z drewna lipowego, przedstawiająca Matkę Bożą z Dzieciątkiem na rękach. Czczona pod tytułem Królowej Kaszub w kaszubskiej wsi Sianowo.

## Legenda o cudownej figurce
Legenda mówi, że figurkę otoczoną niebiańskim blaskiem znaleziono w paprociowym krzaku. Zaniesiono ją do krzyżackiej kaplicy w Mirachowie, jednak trzykrotnie wracała do Sianowa, gdzie odczytano to jako znak Boży i wybudowano świątynię. Sama figurka dwukrotnie ocalała z pożarów sianowskiej świątyni.

## Koronacja i dalsze dzieje figury
W 1966 roku na mocy dekretu papieża Pawła VI, Pani Sianowska została ukoronowana papieskimi koronami. W nocy z 23 na 24 kwietnia 2002 roku w Sianowie dokonano świętokradztwa. Nieznani sprawcy zdarli z figur Sianowskiej Pani i Dzieciątka Jezus insygnia władzy królewskiej oraz wota dziękczynne. Rekoronacja odbyła się 21 lipca 2002 roku podczas Szkaplerznego Odpustu Sianowskiego. W uroczystości uczestniczyło 15 tys. wiernych. Z czego większość przybyła pieszo. Maryja Sianowska jest patronką szczególnie młodzieży. Co roku przybywają tu absolwenci szkół podstawowych, gimnazjum i szkół średnich z całych Kaszub. Wśród wiernych w tym regionie panuje przekonanie, że aby szczęśliwie zawrzeć związek małżeński, odbyć trzeba pielgrzymkę do Sianowskiej Pani. Podczas jubileuszu 50-lecia koronacji Matki Bożej Królowej Kaszub w lipcu 2016 po raz pierwszy zabrzmiały Intrady Królowej Kaszub skomponowane przez Szczepana Magiera – specjalne utwory na odsłonięcie i zasłonięcie figury Matki Bożej Sianowskiej.

## Odpusty
Na dwa odpusty Matki Bożej: Szkaplerznej (pierwsza niedziela po 16 lipca) i Siewnej (pierwsza niedziela po 8 września) przybywa wiele tysięcy wiernych. Sanktuarium w miesiącach letnich przyjmuje wiele grup oazowych i rekolekcyjnych. Sianowscy parafianie co środę przybywają na nowennę ku czci Matki Boskiej Sianowskiej. Pośród modlitw oraz śpiewów przed Najświętszym Sakramentem i odsłoniętym obliczem Najświętszej Matki, odczytywane są liczne prośby.